# Harkányi István
Harkányi István, Harkányi István Pál (Budapest, Terézváros, 1912. június 30. – Budapest, 1994. május 9.) sebész, aneszteziológus, az orvostudományok kandidátusa (1974).

## Életpályája
Harkányi (Hecht) József (1876–1939) magánhivatalnok, kereskedő és Szántó Irma (1883–1961) fiaként született zsidó családban. 1930-ban a Kölcsey Ferenc Reálgimnáziumban érettségizett. Tanulmányait a Sienai Egyetem Orvostudományi Karán folytatta, ahol 1937-ben általános orvosi oklevelet szerzett. 1937–38-ban a grossetói megyei kórház sebészeti-szülészeti osztályok segédorvosa volt. 1939–40-ben Nagyatádon praktizált, ahol megismerte leendő feleségét, László Zsuzsát, akivel 1939. január 29-én Budapesten, a Terézvárosban kötött házasságot. 1940–43-ban a Kaposvári Kórház gyakornoka volt. A második világháború során többször behívták munkaszolgálatra, majd deportálták. Hazatérése után rövid ideig a Fővárosi János Kórház Ideg és Elme Osztályán dolgozott, ahonnan a Madarász utcai Kórház Sebészeti Osztályára került. 1947–48-ban a Szent Margit Kórház Sebészeti Osztályának segédorvosa, 1948–51-ben a Koltói Anna Kórház III. számú Sebészeti Osztályának alorvosa, klinikai adjunktusa volt. 1949-ben általános sebészi vizsgát tett. 1951-től 1954-ig a Budapesti Orvostudományi Egyetem (BOTE) Sebésztovábbképző Klinika egyetemi tanársegéde, 1954–1959 között osztályvezető egyetemi adjunktusa, 1959–1964 között egyetemi docense. 1964-től 1977-ig a BOTE, illetve a SOTE II. számú Női Klinika egyetemi docense. 1958-tól az Orvostovábbképző Intézetben az aneszteziológus képzés megszervezője és első vezetője. Tagja volt a Magyar Nőorvos Társaságnak, a Korányi Sándor Társaságnak és elnöke a Magyar Aneszteziológusok Társaságának.
Második felesége Fischer Magdolna (1923–2006) laboratóriumi asszisztens volt, akivel 1947. február 16-án Kaposváron kötött házasságot.

## Díjai, elismerései
- Magyar Népköztársasági Érdemérem bronz fokozata (1951)
- Haza Szolgálatáért Érdemérem arany fokozata (1967)
- Akadémiai Jutalom (1958)
- Purkyne-emlékplakett (1965)
- Munka Érdemrend arany fokozata (1982)[6]

## Főbb művei
- Felszerelés korszerű vércsoportmeghatározáshoz. (Népegészségügy, 1950)
- A vérátömlesztés technikája. (Orvosi Hetilap, 1950. 52.)
- A vérátömlesztésről. (A traumatológia alapelemei. I. kötet, Budapest, 1951)
- A nyelőcső mellkasi szakaszának háborús sérülései. (Honvédorvos, 1952)
- Szempontok a transfusio technikájában. (Orvosi Hetilap, 1952. 3.)
- A carotis communis valódi aneurysmája által okozott sinus carioticus túlérzékenység. Kovács Lászlóval, Kunos Istvánnal. (Orvosi Hetilap, 1952. 46.)
- Ólommérgezéssel kapcsolatos téves diagnózisok esetei. Bencze Györggyel. (Orvosi Hetilap, 1954, 28.)
- Kísérletes nyelőcsőpótlás műanyagcsővel. Róth Miklóssal, Tóth Józseffel. (Magyar Sebészet, 1954; angolul: Acta Medica, 1955)
- A szív kísérletes vértelenítése mesterséges hűtésben. Padányi Alajossal, Káldor Györggyel és Tóth Józseffel. (Katonaorvosi Szemle, 1955)
- Mesterséges hűtés és mesterséges téli álom. (Egészségügyi Munka, 1955)
- Mesterséges hűtés és kamrai fibrilláció. Padányi Alajossal, Rudics Imrével. (Katonaorvosi Szemle, 1956)
- A vérnyomásbetegségről. (A Magyar Vöröskereszt kiadványa. Budapest, 1957)
- Klinikai tapasztalatok curare-szerű anyag alkalmazásával a tetanusbetegség gyógyításában. Enrico Ciocattóval. (Orvosi Hetilap, 1958. 20.)
- Az anaesthesiologia, mint tudomány. (Magyar Tudomány, 1958)
- Miorelaxszal kombinált intravénás általános érzéstelenítéssel szerzett klinikai tapasztalataink. Szántó Katalinnal. (Orvosi Hetilap, 1959. 8.)
- Általános érzéstelenítés a gyermeksebészetben. Többekkel. – Az érzéstelenítés kérdései az idegsebészetben. Többekkel. (Magyar Sebészet, 1959)
- Általános érzéstelenítés a fül-orr-gégészetben. (Fül-orr-gégegyógyászat, 1959)
- A mesterséges hibernatio. Véghelyi Péterrel. (Magyar Tudomány, 1959)
- Az izomrelaxánsok gyógyszertana. (Budapest, 1960)
- Magyar aneszteziológiai bibliográfia. 1945–1960. Összeállította. (Budapest, 1961)
- A szívmegállás kezelésének korszerű gyakorlata. Gömöry Andrással, Papp Sándorral. (Magyar Sebészet, 1961)
- Surgical Premedication with Hirepin. (Therapia Hungarica, 1962)
- Az újraélesztés kérdésének mai helyzete. (Magyar Tudomány, 1962)
- A műtétes szülés. A magzati anoxia prophylaxisa és kezelése, különös tekintettel az anaestheticumokra. Volpi, Italóval. (Magyar Anaesthesiologia és Referáló Szemle, 1963)
- Steroid-készítmény alkalmazása az anaesthesiológiában. Többekkel. (A Korányi Sándor Társaság tudományos ülései. III. Szerk. Rajka Ödön, Zoltán Imre. Budapest, 1965)
- A császármetszés érzéstelenítésének új módszere. Ezer klinikai eset ismertetése és értékelése. Kandidátusi értekezés. (Budapest, 1970)
- A zárt rendszerű nitrogénoxydul-oxigénnel végzett érzéstelenítés módszeréről és hatásmechanizmusáról. (Magyar Nőorvosok Lapja, 1976)
- Leonardo da Vinci és a kortárs orvosok. (Orvosi Hetilap, 1988. 48.)
- Leonardo da Vinci a légzőrendszerről. (Orvosi Hetilap, 1989. 30.)
- Leonardo da Vinci a szívről és a keringési rendszerről. (Orvosi Hetilap, 1990. 14.)